# Бахарево (Ленинградская область)
Бахарево — деревня в Винницком сельском поселении Подпорожского района Ленинградской области.

## История
В конце XIX — начале XX века деревня административно относилась к Пёлдушской волости 2-го стана 2-го земского участка Тихвинского уезда Новгородской губернии.

БАХАРЕВО — деревня Бахаревского общества, число дворов — 26, число домов — 26, число жителей: 65 м. п., 68 ж. п.; 

Занятие жителей — земледелие, лесные заработки. Озеро Печевское, часовня. 

БАХАРЕВО — выселок Бахаревского общества, число дворов — 1, число домов — 1, число жителей: 2 м. п., 3 ж. п.; 

Занятие жителей — земледелие. Часовня, мелочная лавка, смежна с дер. Бахарево . (1910 год)

С 1917 по 1918 год деревня входила в состав Пёлдушской волости Тихвинского уезда Новгородской губернии.
С 1918 года в составе Череповецкой губернии.
С 1927 года в составе Пёлдушского сельсовета Винницкого района. В 1927 году население деревни составляло 199 человек.

Деревня Бахарево на карте 1932 года

Согласно карте Ленинградской области Северо-западного аэрогеодезического треста ГГУ издания 1932 года деревня насчитывала 19 крестьянских дворов.
По данным 1933 года деревня Бахарево входила в состав Пёлдушского вепсского национального сельсовета Винницкого национального вепсского района.

Деревня Бахарево на карте РККА 1940 года

В 1958 году население деревни составляло 93 человека.
С 1963 года в составе Лодейнопольского района.
С 1965 года в составе Подпорожского района.
По данным 1966 года деревня Бахарево также входила в состав Пёлдушского сельсовета.
В 1971 году деревни Бахарево и Сюрья были объединены в один населённый пункт — деревню Бахарево.
По данным 1973 и 1990 годов деревня Бахарево входила в состав Озёрского сельсовета.
В 1997 году в деревне Бахарево Озёрской волости проживали 50 человек.
В 2007 году в деревне Бахарево Винницкого СП проживали 23 человека.

## География
Деревня расположена в юго-западной части района на автодороге 41К-714 (Лукинская — Пелдуши).
Расстояние до административного центра поселения — 36 км.
Расстояние до ближайшей железнодорожной станции Подпорожье — 114 км.
Деревня находится на северном берегу Печевского озера.

## Демография
| 1910 | 1927 | 1958 | 1997 | 2007 | 2010 | 2017 |
| ---- | ---- | ---- | ---- | ---- | ---- | ---- |
| 138  | ↗199 | ↘63  | ↘50  | ↘23  | ↘22  | ↘15  |

### Национальный состав
В 2002 году в деревне проживали 38 человек (вепсы — 20, русские — 18 человек).
Согласно данным Всероссийской переписи населения 2021 года в деревне проживали 7 человек, из них:
 вепсы — 5, русские — 2.

## Улицы
Надеждинская, Печевский переулок, Сенной переулок, Черёмушки, Черничная.